# Brend (Berg)
Der Brend ist ein 1149,3 m ü. NHN hoher Berg im Mittleren Schwarzwald. Er ist die höchste Erhebung auf der Gemarkung der Stadt Furtwangen und gilt als deren Hausberg.

## Lage
Der Gipfel liegt im Schwarzwald-Baar-Kreis, wenige Meter nördlich der Grenze zur Gemeinde Simonswald im Landkreis Emmendingen. Er ist die dritthöchste Erhebung des Schwarzwald-Baar-Kreises nach dem Farnberg-Plateau (1163,5 m ü. NHN) und dem Rohrhardsberg (1153,2 m ü. NHN). Vor der Kreisreform Baden-Württemberg 1973 war er der höchste Punkt im Landkreis Donaueschingen. Im Zuge eines Gebietstausches im Jahre 1977 wechselte die Zugehörigkeit des Aussichtsturms und des Gasthauses sowie eines Bauernhofs am nordwestlichen Abhang von Obersimonswald, Landkreis Emmendingen, zur Stadt Furtwangen, Schwarzwald-Baar-Kreis.
Der Gipfel bietet bei guter Sicht einen schönen Rundblick auf Hochfirst, Feldberg, Belchen, Schauinsland und Kandel. Im Süden sind die Schweizer Alpenkette vom Säntis in den Appenzeller Alpen bis zum „Dreigestirn“ Eiger, Mönch und Jungfrau im Berner Oberland, im Nordwesten die Vogesen vom Gazon de Faîte bis zum Mont Sainte-Odile sowie im Osten der Trauf der Schwäbischen Alb von der Zollernalb bis zur Hegaualb zu sehen. Auf dem Gipfel gibt es neben dem Gasthaus und dem Brendturm noch ein Naturfreundehaus.
Zwischen dem Brend und dem 6 Kilometer weiter nördlich gelegenen Rohrhardsberg erstreckt sich eine der größten und mit über 1100 m Höhe höchstgelegenen Hochflächen des Schwarzwaldes. Sie gehört zu den größten, nicht von Straßen zerschnittenen Naturräumen des Landes Baden-Württemberg. Die Erschließung erfolgt durch wenige Stichstraßen. Der Gipfel selbst sowie ein großer Grillplatz sind von Furtwangen oder Gütenbach aus per Auto zu erreichen.

## Aussichtsturm

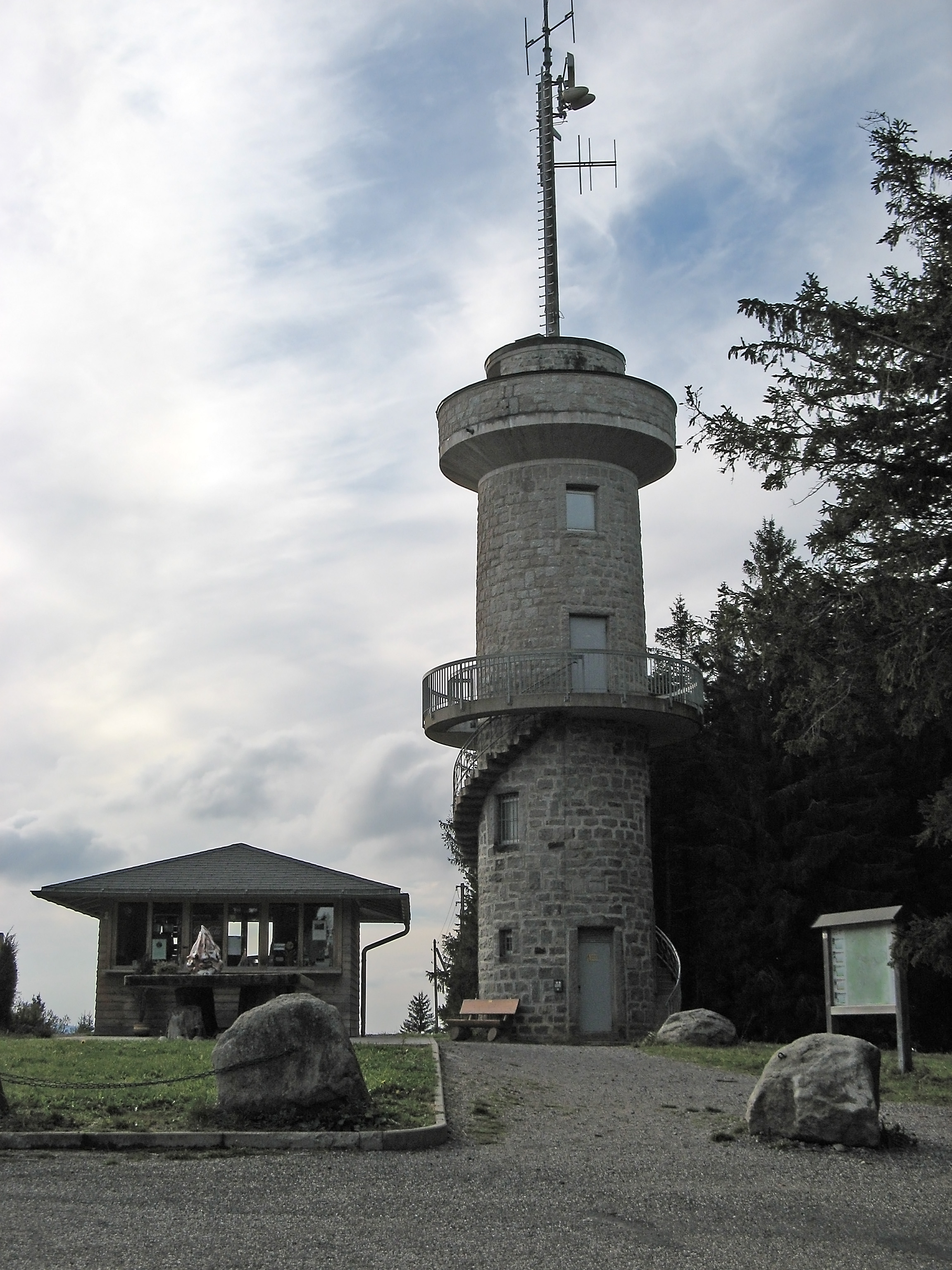
Der Aussichtsturm

Der Aussichtsturm auf dem Brend wurde 1905 vom Schwarzwaldverein erbaut. Den runden, etwa 17 Meter hohen und aus Granitquadern errichteten Turm kann man über eine in der unteren Hälfte außen und dann innen verlaufende Wendeltreppe besteigen.
Der Aussichtsturm ist Vorbild eines Modells, das eine im benachbarten Gütenbach ansässige Firma für Modellbahnzubehör produziert.

## Sport- und Freizeitmöglichkeiten
Über den Gipfel führt der Europäische Fernwanderweg E1 (Nordkap – Sizilien), der sich hier mit dem Westweg (Pforzheim – Basel) deckt.
Der Brend samt Umgebung ist bei ausreichender Schneelage ein beliebtes Wintersportgebiet für Skilanglauf und verwandte Wintersportarten. Der Schwarzwälder Skimarathon (Wäldercup) Schonach – Belchen und die Strecke des Schwarzwald-Bike-Marathons führen über den Brend.

## Europäische Wasserscheide
Der Brend stellt den westlichsten und zugleich den höchsten außeralpinen Punkt der Europäischen Wasserscheide zwischen Rhein und Donau dar. 
Östlich des Brend nimmt das Wasser der Donau ab der Bregquelle einen 2857 km langen Weg nach Südosten zum Schwarzen Meer (sofern es nicht bei der Donauversinkung unterirdisch zum Aachtopf und damit in das Flusssystem des Rheins übertritt). Dagegen stürzen westlich des Brend die Seitenbäche der zur Elz fließenden Wilden Gutach in das rund 700 m tiefer gelegene Simonswälder Tal. 
Am Brend können daher die unterschiedlichen Erosionsleistungen des rhenanischen Systems (zum Rhein entwässernd) mit tiefen Tälern und Schluchten und des danubischen Systems (zur Donau entwässernd) mit flachen Hochtälern und Wannen exemplarisch beobachtet werden. Der Rhein und seine Nebenflüsse können auch wegen des kürzeren Weges zum Meer und des dadurch stärkeren Gefälles eine größere Erosionsleistung als die Donau entfalten. 
Entsprechend liegt der Brend naturräumlich auf der Grenze des Mittleren Talschwarzwaldes zum Hochschwarzwald im Osten.